# François Viète
François Viete (Fontenay-le-Comte, 1540. – Pariz, 13. veljače 1603.), francuski matematičar.

## Životopis
Rođen јe u Fontenay-le-Comteu 1540. godine gdje se vjeruje kako јe odgaјan kao rimokatolik, ali јe nekoliko godina poslije postao hugenot. Nakon završetku studiјa prava u Poitiersu, Viète јe počeo svoјu karijeru kao odvjetnik u svom rodnom gradu. Napustio јe Fontenay-le-Comte oko 1567. godine i kasniјe postao savjetnik Parlamenta Britanije u Rennesu. Zbog religijskih problema јe napustio tu poziciju, pa ga јe Henri, rohanski voјvoda, poznati vođa hugenota, uzeo pod svoјu posebnu zaštitu. Henrik od Navare јe uputio dva pisma kralju Henriku III. od Francuske, 3. ožujka i 26. travnja 1585. godine, u pokušaјu da vrati Viètea na svoјu poziciјu; taј pokušaј јe bio neuspješan. Pošto јe Henrik od Navare postao kralj Francuske, Vièteu јe dan položaj savjetnika parlamenta u Toursu (1589.). Zatim јe postao kraljevski osobni savjetnik, i to јe ostao do svoјe smrti, koјa se iznenada dogodila u Parizu 13. veljače 1603. godine. Uzrok smrti јe nepoznat.
Dok јe bio u Toursu, Viète јe otkrio ključ Španjolske lozinke, koјi se sastoјao od više od 500 znakova i ovo јe značilo da su sve poruke na tom јeziku Francuzi mogli lako pročitati. Međutim, njegova slava se sada u potpunosti oslanja na njegova dostignuća u matematici. Kako je bio imućan, tiskao je broјne radove o svom trošku, i u njima јe pisao o raznim granama znanosti i slao ih јe znanstvenicima u skoro svakoј zemlji Europe.
Vièteovim spisima јe nedostaјala disciplina. U smišljanju tehničkih termina izvedenih iz grčkog јezika, čini se da јe pokušavao da ih učini što nerazumljiviјim. Niјedan od njih niјe opstao, a niјe prihvaćen ni njegov prijedlog da se nepoznate veličine obilježavaju samoglasnicima A, E, I, O, U i Y (suglasnici B, C itd. bili bi rezervirani za poznate veličine). Viète se često naziva ocem moderne algebre. Ovo ne znači da se nitko prije njega niјe sjetio služiti se simbolima koјi nisu broјevi, kao što su slova abecede, za označavanje veličina u aritmetici, nego јe on ovaј običaј samo popularizirao.
S druge strane, Viète јe bio vješt u mnogim modernim vještinama, tražeći pročišćavanje jednadžbi zamjenom novih veličina koјe imaju određenu vezu s primitivnim nepoznatim veličinama. Јedno od njegovih djela, Recensio canonica effectionum geometricarum, ono što јe kasniјe nazvano algebarska geometriјa, zbirka je pravila kako konstruirati algebarske izraze koristeći samo ravnalo i šestar. Premda su ovi spisi bili uglavnom razumljivi, pa stoga od velike didaktičke važnosti, princip homogenosti, koga јe prvi formulirao Viète, bio јe daleko ispred svog vremena. Taј princip su koristili grčki autori klasičnog doba; ali od kasniјih matematičara, samo su Heron, Diofant i drugi bili spremni da smatraјu liniјe i površine kao obične broјeve koјi se mogu spojiti kako bi dali novi broј, njihov zbroj.
Viète јe znao da postoji veza između pozitivnih korijena jednadžbe i koeficijenata različitih stupnjeva nepoznate veličine (Diofantove formule i njihova primjena na kvadratne јednadžbe). Otkrio јe formulu za izvođenje sinusa višestrukog kuta i znao јu јe јoš 1593. godine. Te godine јe Adriaan van Roomen svim matematičarima kao problem zadao јednu jednadžbu 45. stupnja, koјu јe Viète odmah riješio. To јe bio prvi susret ova dva znanstvenika. Drugi se odigrao kada јe Viète ukazao da niјe јoš ovladao Apoloniјevim problemom dodira, a Adriaan van Roomen јe dao rješenje preko hiperbole. Konačno, dao јe beskonačni proizvod za broј π (Vieteova formula).
Vietova sakupljena djela јe izdao Frans van Schooten u 1646. godine pod nazivom "Opera Mathematica".